# FK Sitno Banská Štiavnica
FK Sitno Banská Štiavnica là một câu lạc bộ bóng đá Slovakia đến từ Banská Štiavnica. Hiện tại đội bóng thi đấu ở Majstrovstvá regiónu.

## Màu sắc và huy hiệu
Màu sắc của đội bóng là trắng-xanh dương và đỏ-trắng.